# Vaterpolski klub Šibenik
Vaterpolski klub Šibenik je bio vaterpolski klub iz grada Šibenika.
Svoje utakmice igrao je na bazenu u Crnici gdje se nalazilo i klupsko sjedište na adresi Prilaz tvornici BB, Šibenik.

## Povijest
Prva vaterpolo utakmica u Šibeniku odigrana je 6. kolovoza 1924. i to između ekipe tadašnjeg plivačkog sportskog kluba 'Krka' i posade engleske ratne mornarice s broda 'MS Stuart'.
Odigrane su dvije utakmice, a obje su otišle u korist gostiju i to rezultatima 6:0 i 3:0.
Profesionalni vaterpolski klub je osnovan 1953. godine i od tad djeluje na području grada Šibenika i Dalmacije. Šibenik je dugogodišnji prvoligaš u hrvatskim i bivšim jugoslavenskim natjecanjima (kada je nastupao pod imenom svog višegodišnjeg pokrovitelja, hotelskog naselja "Solaris"). 
Od 1960. klub igra na novim otvorenim bazenima na Crnici. Od 1960. do 1964. trenirao ih je poznati vaterpolski trener Toni Petrić.
Zatim od 2002. slijedi pauza zbog nemogućnosti odigravanja utakmica, da bi konačno u jesen 2006. klub dobio svoj bazen, na čijoj se adresi nalazi i danas.
No onda dolaskom novog spozora, Nautical Centar Prgin klub dobiva novi naziv V.K. "Šibenik NCP" i novog predsjednika - Gorana Prgina u čijem četverogodišnjem mandatu klub doživljava najveće uspjehe u povijesti kluba.
2009. i posebice 2010. godine pod utjecajem globalne krize klub upada u teške financijske zaostatke što se odražava i na igru seniorske momčadi.
Nakon višemjesečne agonije oko odlaska glavnog sponzora iz kluba, 24. ožujka na mjesto predsjednika dolazi Teo Perić s čijom se upravom sastavljenom većinom od veterana klupska politika okreće prema podmlatku i ulaganju u mlađe kategorije.
Pri klubu rade vrsni treneri, koji su bivši igrači kluba, kao što su Denis Šupe, Edi i Denis Seferović, Edi Brkić, Mate Zeljak, a poznat je i pokojni trener seniorske momčadi Renato Vrbičić. 
Trener kluba bio je i aktualni izbornik hrvatske vaterpolske reprezentacije Ivica Tucak.
2015. godine "Šibenik" ispada u 1. B ligu u kojoj zauzima 5. mjesto. Po završetku sezone se spaja s gradskim suparnikom "Adritaicom" (koji je prvak lige) u zajednički klub "Solaris"

## Klupski uspjesi
Iako nije osvojio ni jedno prvenstvo ni kup, bio je "tvrd orah" za sve klubove protivnike. 
Dao je brojne sjajne igrače i državne reprezentativce, među kojima se ističu Perica Bukić, Renato Vrbičić, Siniša Belamarić, Andrija Komadina, Denis Šupe... Za Šibenik su igrali hrvatski izbornik Ivica Tucak i slovački reprezentativac Roman Polačik.
Od klupskih uspjeha valja navesti osvojeno drugo mjesto u prvenstvu 1987., ulazak u finale LENA kupa 2006/07. i ulazak u nejelitnije vaterpolsko natjecanje - Euroligu u sezoni 2008/2009.
U regionalnoj Jadranskoj ligi sastavljenoj od najboljih momčadi Slovenije, Hrvatske i Crne Gore prvu sezonu su završili na 6. mjestu.

## Unutrašnje poveznice
- VK Solaris Šibenik
- VK Adriatic Šibenik

## Vanjske poveznice
- www.vk-sibenik.hr  Arhivirana inačica izvorne stranice od 19. srpnja 2013. (Wayback Machine) Službene stranice kluba
- Kazan - Šibenik: A tako blizu...  Arhivirana inačica izvorne stranice od 6. lipnja 2007. (Wayback Machine) Članak sa sportnet.hr o završnici Kupa LEN 2006/07.